# Hamilton Canucks
Gli Hamilton Canucks sono stati una squadra di hockey su ghiaccio dell'American Hockey League con sede nella città di Hamilton, nella provincia dell'Ontario. Nati nel 1992 e sciolti nel 1994 sono stati affiliati ai Vancouver Canucks, franchigia della National Hockey League, e hanno disputano i propri incontri casalinghi presso il Copps Coliseum.

## Storia
Gli Hamilton Canucks nacquero nel 1992 come nuova franchigia della American Hockey League diventando il farm team principale dei Vancouver Canucks, formazione da cui trassero il nome, il logo e le divise da gioco.
Subito dopo l'inizio della seconda stagione di attività il gruppo di imprenditori a capo della squadra lasciò i propri incarichi mettendo così a rischio l'esistenza stessa dei Canucks. Dopo alcune trattative la AHL riuscì a cedere la squadra ai Vancouver Canucks almeno sino al termine della stagione 1993-94. Quell'anno raggiunsero i playoff dove furono eliminati dai Cornwall Aces.
Nel 1994 la squadra lasciò Hamilton per trasferirsi a Syracuse dove cambiò il proprio nome in Syracuse Crunch, mentre due anni più tardi la AHL sarebbe ritornata in città grazie agli Hamilton Bulldogs.

### Affiliazioni
Nel corso della loro storia gli Hamilton Canucks sono stati affiliati alle seguenti franchigie della National Hockey League:
- Vancouver Canucks: (1992-1994)

## Record stagione per stagione
| Hamilton Canucks |       |    |    |    |   |    |     |     |    |                               |
| 1992-93          | South | 80 | 29 | 45 | 6 | 64 | 284 | 327 | 6° |                               |
| 1993-94          | South | 80 | 36 | 37 | 7 | 79 | 302 | 305 | 2° | perde 1º turno (Cornwall) 0-4 |

## Record della franchigia

### Carriera
Gol: 69  Stéphane Morin
Assist: 125  Stéphane Morin
Punti: 194  Stéphane Morin
Minuti di penalità: 356  John Badduke
Vittorie: 34  Mike Fountain
Shutout: 4  Mike Fountain
Partite giocate: 158  Phil Von Stefenelli